# Перенапряжение (электрохимия)
Перенапряже́ние в электрохимии — отклонение электродного потенциала от его равновесного (по отношению к приэлектродному составу раствора) термодинамического значения при поляризации электрода внешним током. При заметном удалении от равновесия перенапряжение (h) и плотность поляризующего тока (i) обычно связаны соотношением h = а + b lg i (уравнение Тафеля), где а и b — эмпирические постоянные. Перенапряжение зависит от температуры, природы электродного материала и состава раствора. Перенапряжение необходимо для ускорения нужной электродной реакции. Если скорость электродной реакции в целом определяется скоростью собственно электрохимической стадии, связанной с переносом заряда, то перенапряжение усиливает электрическое поле, действующее на разряжающиеся частицы, благодаря чему снижается энергия активации разряда. Поскольку электрическое поле в значительной степени обусловлено строением двойного электрического слоя, перенапряжение оказывается зависящим от концентрации постороннего электролита и адсорбирующихся веществ, влияющих на распределение потенциала в двойном слое. На повышении перенапряжения основано действие многих ингибиторов коррозии металлов (см. Ингибиторы), что является одной из положительных сторон перенапряжения. В то же время перенапряжение в промышленном электролизе, неизбежно связанное с дополнительным расходом энергии, приводит к увеличению себестоимости продукции.
Перенапряжение — это электрохимический эквивалент энергии активации, она отражает те дополнительные энергетические затраты, которые необходимо преодолеть для того, чтобы скорость электролиза была высока, и равна разности потенциалов (напряжению) между термодинамически определенным потенциалом восстановления полуреакции и потенциалом, при котором происходит экспериментальное наблюдение окислительно-восстановительного процесса.